# Reteporellina spiramina
Reteporellina spiramina är en mossdjursart som beskrevs av Gordon och Jean-Loup d'Hondt 1997. Reteporellina spiramina ingår i släktet Reteporellina och familjen Phidoloporidae. Inga underarter finns listade i Catalogue of Life.